# Благословение Христа (Манадо)
Благословение Христа (индон. Patung Yesus Memberkati — Статуя Благословляющего Иисуса) — статуя Иисуса Христа, находящаяся в городе Манадо, Индонезия. Статуя располагается на вершине холма на высоте 150 метров над уровнем моря на территории элитного жилого комплекса «CitraLand». Общая высота монумента составляет 50 метров, из которых 20 метров приходится на постамент и 30 метров — на собственно статую. По состоянию на 2010 год статуя занимает второе место по высоте в Азии и 4 место среди статуй, посвящённых Иисусу Христу (без учёта постамента).
Идея изготовления статуи принадлежит индонезийскому бизнесмену Чипутре и христианскому движению «Manado and North Sulawesi society and to worship God». Строительством статуи занималась строительная фирма «Yogjakarta Engineer», которая возводила статую в течение трёх лет. Общая стоимость возведения составила 5 миллиардов индонезийских рупий (540.000 долларов). Статуя была изготовлена из 25 тонн металлического волокна и 35 тонн стали и установлена под углом в 20 градусов.
Торжественное открытие монумента состоялось 2 ноября 2007 года в присутствии губернатора провинции Северный Сулавеси.